# Augustin Meurmans
	Augustin Jean Meurmans (Ottignies, 29 mei 1997) is een Belgisch hockeyer. 

## Levensloop
Meurmans is actief bij Racing Brussel.
In 2018 werd Meurmans met de Belgische ploeg de wereldtitel door in de finale Nederland te verslaan.
Tijdens de Olympische Spelen 2020 won Meurmans met de Belgische ploeg de gouden medaille.